# Экономика чемпионата мира по футболу 2014
Чемпионат мира по футболу 2014 прошёл в Бразилии. Международная федерация футбола (ФИФА) потратило на подготовку чемпионата 2 млрд долларов США, а общий её доход составил 4 млрд долларов. Бразилия потратила на чемпионат мира 2 млрд долларов США. Стоимость проведения мундиаля составила 11,63 млрд долларов. Планируется, что чемпионат мира прибавит к ВВП Бразилии от 0,2 % до 0,4 %.

## История
В 2003 году ФИФА объявило, что чемпионат мира в 2014 году будет проходить в Бразилии.

### Протесты

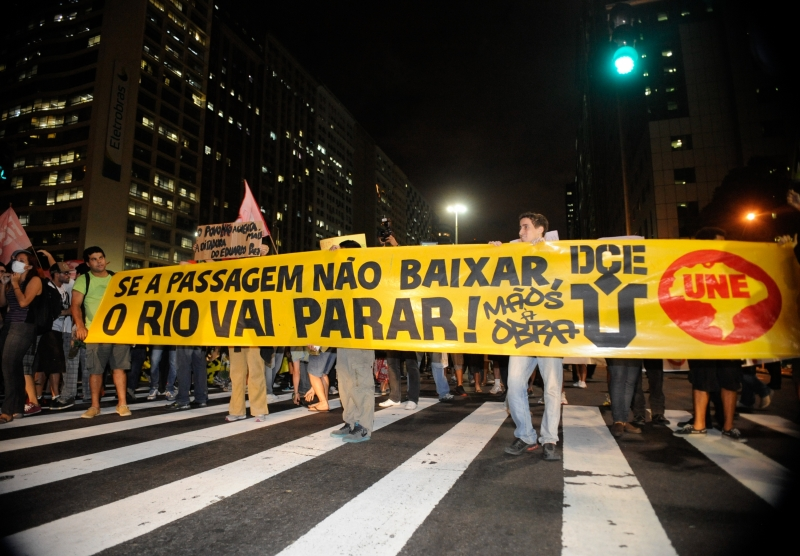
Протестующие на улицах Рио-де-Жанейро. На транспаранте написано: «Se a passagem não baixar, o Rio vai parar!», что означает «Если цена проезда не понизится, то Рио остановится!»

Во время проведения Кубок конфедераций 2013 в Бразилии началась протесты. Причиной стало повышение цен на проезд в общественном транспорте на 7 %. Протестовать вышли сотни тысяч человек. Основное требование манифестантов было отказ от трат на организацию чемпионата мира 2014 и летние Олимпийские игры 2016. В результате протестов были задержанные, раненые и убитые со стороны митингующих.

## Подготовка
Министр спорта Бразилии Орландо Силва в 2010 году заявил, что государство потратит на инфраструктуру 20 млрд долларов США. На обучение 300 тысяч жителей Бразилии испанскому и английскому языкам было выделено 8 млн долларов США. В 2009 году председатель Федерального верховного суда Бразилии Жилмар Мендес сообщил о том, что бывшие заключённые будут участвовать в подготовке чемпионата мира, они займутся строительством и ремонтом стадионов. Была заключена договорённость с Бразильской конфедерацией футбола и ФИФА, это является частью национальной программы «Начать с нуля», по реабилитации и профессиональной ориентации освободившихся из заключения.
В 2011 году Экспортно-импортный банк США выделил Бразилии 1 млрд долларов в качестве займа на проведение чемпионата мира 2014 и летней олимпиады 2016. В мае 2012 года министр спорта Бразилии Алду Ребелу заявил, что страна готова лишь на 60 % к проведению чемпионата мира. Бразилия потратила на чемпионат мира 2 млрд долларов США.
Частный бизнес потратил на подготовку чемпионата 3,8 млрд долларов, большинство этих средств ушло на модернизацию аэропортов. В отельный бизнес при подготовке было вложено 4 млрд долларов США, из которых 1,5 млрд долларов ушло на 250 новых отелей в Рио-де-Жанейро. Мобильные операторы потратили 581 млн долларов на развитие своих сетей, покрытие в результате увеличилось на 26 %.
Стоимость проведения мундиаля составила 11,63 млрд долларов США.

### Стадионы

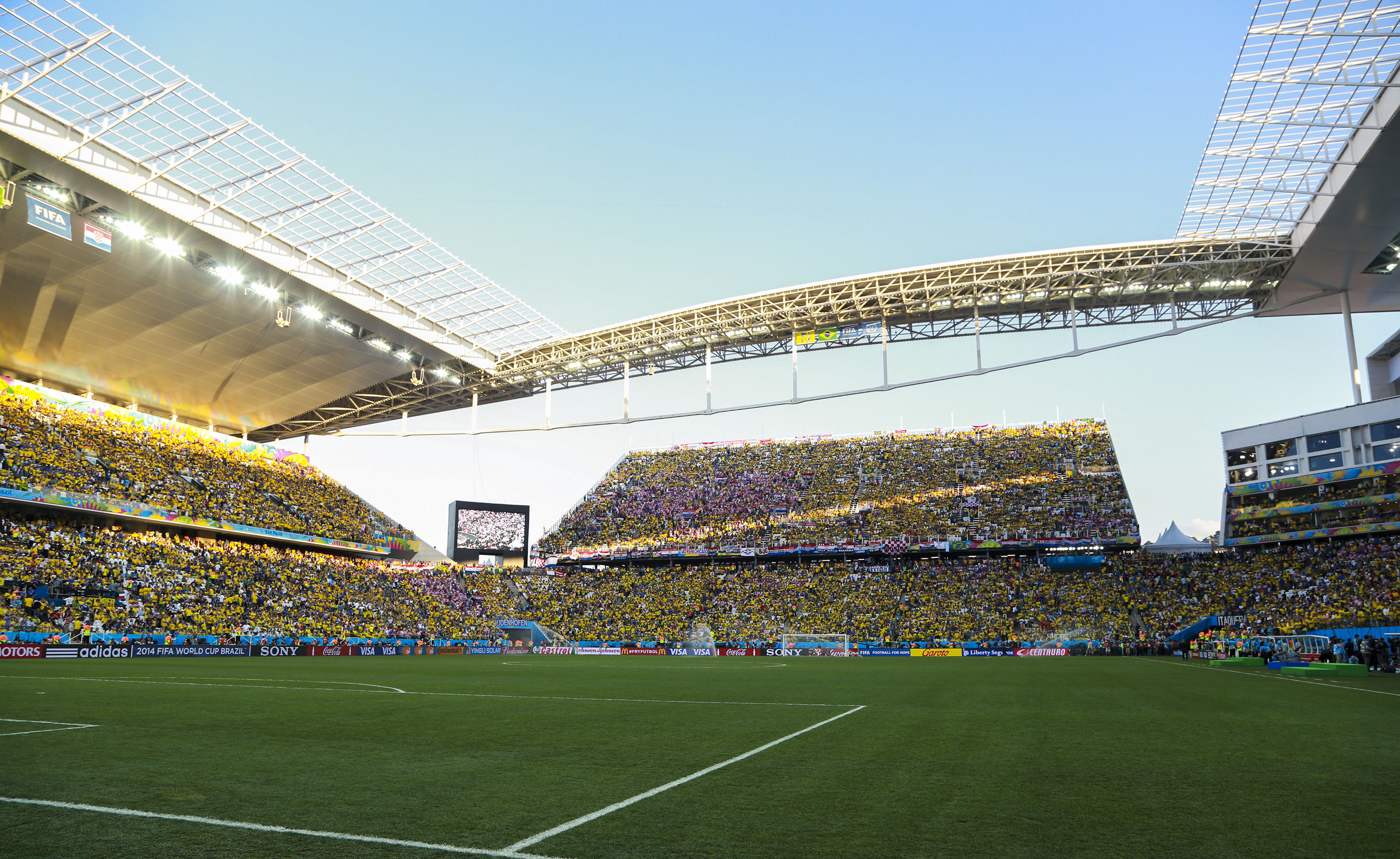
Строительство «Арены Коринтианс» обошлось в 495 млн долларов США

В январе 2009 года Президент Бразилии Луис Инасиу Лула да Силва заявил, что государство не будет тратить средства на постройку стадионов, а этим займутся футбольные клубы. В октябре 2009 года президент разрешил бразильскому банку развития профинансировать виде кредитов 75 % расходов на подготовку стадионов. Бразилии это будет стоить 2,8 млрд долларов. Кредит рассчитан на 12 лет.
Футбольный стадион «Арена Коринтианс» был построен инвесторами за 495 млн долларов. «Национальный стадион» обошёлся в 900 млн долларов. Реконструкция стадиона «Маракана» стоила Рио-де-Жанейро 250 млн долларов, «Кастелан» в 260 млн долларов, «Минейран» в 348 млн, «Фонте-Нова» в 296 млн долларов, «Арена Пернамбуку» в 265 млн долларов, «Бейра-Рио» в 165 млн долларов, «Вивалдан» в 335 млн долларов, «Арена дас Дунас» в 212 млн долларов, «Арена Байшада» в 113 млн долларов.
Во время строительства и подготовки футбольных стадионов были зафиксированы случаи забастовки со стороны строителей.

## Прибыль
В 2012 году британская аудиторская компания Ernst & Young провело исследование с целью выявить влияния чемпионата мира 2014 на экономику Бразилии. Согласно прогнозу чемпионат будет способствовать росту бразильской экономике. В период с 2010 по 2014 год экономика получит дополнительно 142,4 млрд бразильских реалов. Прямое влияние на экономику Бразилии Ernst & Young оценил в 64,5 млрд реалов в 2010—2014 годах, что составляет 2,17 % ВВП Бразилии в 2010 году, также экономика получит 18,13 млрд реалов налогов. Прогнозируется появление новых 3,63 млн новых рабочих мест. Совокупные налоги населения Бразилии вырастут на 63,48 млрд реалов. Также проведение мундиаля поможет стать пятой экономикой мира.
Дальнейшие исследования были менее оптимистичны для экономики Бразилии. В мае 2014 года агентство «Рейтер» оценили прибавку к ВВП Бразилии от чемпионата мира всего в 0,2 %. Агентство Moody’s утверждает что первенство прибавит к ВВП только 0,4 % в течение десяти лет.
В апреле 2014 года стало известно, что было выкуплено 2,5 млн билетов из 3 млн. Самый дешёвый билет для граждан Бразилии составил 15 долларов США, а для иностранцев — 90 долларов. Власти Бразилии рассчитывали, что доход от туристов составит порядка 3 млрд долларов США для национальной экономики.
Правительство Бразилии в 2011 году освободила ФИФА от уплаты налогов сроком на 4 года. В 2012 году ФИФА планировала свой доход от чемпионата мира в размере 1,2 млрд долларов США. На чемпионат мира 2014 в Бразилии ФИФА потратило 2 млрд долларов США, а общий доход составил 4 млрд долларов. Большую часть суммы заработка (1,7 млрд.) составили продажи телевизионных прав, а 1,4 млрд составили выплаты спонсоров (Adidas, Кока-Кола, Emirates Airline и т. д.).

## Призовые
На чемпионате мира 2014 общая сумма призовых выросла на 37 % по сравнению с чемпионатом мира 2010 и составила 576 миллионов долларов США.
Все 32 команды участницы автоматически получили по 1,5 миллиона долларов на расходы, при том, что каждой сборной гарантировано 8 миллионов долларов. Победитель чемпионата мира получит 35 млн долларов, в то время как обладатель второго места заработает 25 млн долларов, а бронзовый призёр — 22 млн долларов. Сборная, занявшая четвёртое место, заработает 20 млн долларов. Участники четвертьфинальной стадии заработают по 14 млн долларов. Команды, которые достигнут 1/8 финала, получат по 9 млн долларов. 70 миллионов долларов были выделены в качестве компенсации футбольным клубам, чьи игроки принимают участие в мундиале.

## Спонсоры и партнёры
У ФИФА шесть топ-спонсоров это Adidas, Кока-Кола, Emirates Airline, Kia Motors, Sony и VISA. Восемь второстепенных спонсоров — Budweiser, Castrol, Continental AG, Johnson & Johnson, McDonald’s, Moy Park, Oi и Yingli. У чемпионата мира 2014 — 6 бразильских спонсоров, это Apex-Brasil, Garoto, Centauro, Banco Itaú, Liberty Seguros и Wiseup. На чемпионате мира доход от спонсоров составил 1,4 млрд долларов США.